# Шокаримов, Юлдаш Абдукаримович
Юлдаш Абдукаримович Шокаримов (род. 26 августа 1937, Ленинабад) — советский хозяйственный, государственный и политический деятель, учёный.

## Биография
Родился в 1937 году в Ленинабаде. Член КПСС с 1966 года.
С 1961 года — на хозяйственной, общественной и политической работе. В 1961—2005 гг. — на инженерных должностях в промышленности Таджикской ССР, первый секретарь Центрального райкома КП Таджикистана, заведующий отделом промышленности и транспорта ЦК КП Таджикистана, первый секретарь Душанбинского горкома КП Таджикистана, Министр, Председатель Государственного комитета Таджикской ССР по труду и социальным вопросам, первый заместитель министра труда и занятости Таджикистана, директор НИИ труда Таджикистана.
Имеет более 50 научных работ и статей, написал следующие книги-монографии: «Реформирование заработной платы в переходном периоде Республики Таджикистан», «Регулирование оплаты труда в контексте нового Трудового кодекса Республики Таджикистан», «Некоторые теоретические и практические предпосылки организации оплаты труда в Республике Таджикистан», «Экономическое и социальное развитие города Душанбе.
Избирался депутатом Верховного Совета Таджикской ССР 10-го и 11-го созывов.
За период работы награждён орденами  Трудового знамени, Дружбы народов, Знак почёта и четырьмя медалями, трижды был избран депутатом Верховного совета Таджикской ССР.
Живёт в Худжанде.